# Predator (franchise)
Predator is een sciencefiction/horror-mediafranchise, bestaande uit vijf films, twee cross-over films en een groot aantal stripboeken en videospellen. Centraal in de franchise staat het fictieve buitenaardse wezen Predator. De franchise is in handen van 20th Century Studios.
De franchise kent een aantal cross-overs met andere mediafranchises. De bekendste hiervan is Alien, eveneens eigendom van 20th Century Fox.

## Films

### Predator
Wanneer een speciale eenheid van de Amerikaanse landmacht naar de jungle van Midden-Amerika gaat om zogenaamd een gevangen minister te redden, komen ze oog in oog te staan met een onbekend wezen dat op hen jaagt voor jachttrofeeën. Veel van de soldaten komen om, totdat enkel hun aanvoerder, majoor Alan "Dutch" Schaefer, nog over is om tegen het wezen te vechten.

### Predator 2
Tien jaar na de gebeurtenissen uit de eerste film, arriveert een nieuwe Predator in Los Angeles. Hij belandt midden in een oorlog tussen de politie en een aantal drugsbendes, en begint leden van al deze partijen op te jagen. Het is aan politieluitenant Michael Harrigan om het beest een halt toe te roepen.

### Predators
Op 23 april 2009 werd bekend dat Robert Rodriguez van plan is om het Predator-franchise nieuw leven in te blazen met een derde film. Reeds voor hij begon met zijn film Desperado had hij al een script geschreven. In 2009 gaf 20th Century Fox goedkeuring aan dit script. Voor zover bekend staat de film gepland voor juli 2010. Op 5 mei 2009 werd bekend dat schrijver Alex Litvak was ingehuurd om het proefscript van Rodriguez wat bij te werken. Arnold Schwarzenegger, die in de eerste film de rol van Dutch speelde, keert niet terug in de derde film. Op 1 juli 2009 werd Nimród Antal aangenomen als regisseur voor deze Amerikaanse sciencefiction/horrorfilm. Hoofdrollen worden vertolkt door Adrien Brody, Topher Grace, Alice Braga, Laurence Fishburne, Danny Trejo en Derek Mears als de Predator.
Het verhaal van de film speelt zich af op een andere planeet, die door de Predators wordt gebruikt als jachtterrein. Centraal staat een groep uitverkorenen die door de Predators naar deze planeet is gehaald als prooi en de strijd aan gaan met de Predators.

### The Predator
In 2018 kwam de volgende sequel uit van Predator, The Predator, de film ging in september 2018 wereldwijd in première.

### Prey
In augustus 2022 kwam de prequel Prey uit op de streamingdiensten Hulu in de Verenigde Staten en Disney+ daarbuiten. Het verhaal speelt zich af in de Great Plains in Noord-Amerika in de 18e eeuw. Een Predator gaat de strijd aan met Comanche indianen.

## Cross-overfilms
Er zijn twee films gemaakt die een cross-over vormen tussen Predator en de Alien-franchise: Alien vs. Predator en Aliens vs. Predator: Requiem. In deze films vechten de predators tegen het monster uit de Alien-films.

## Boeken
Van de films zijn tevens boekversies gemaakt. Verder bestaan er van Predator een aantal losse boeken die niet op de films gebaseerd zijn:
- Predator: Concrete Jungle
- Predator: Cold War
- Predator: Big Game
- Predator: Forever Midnight
- Predator: Flesh and Blood
- Predator: Turnabout
- Predator: South China Sea
- Aliens vs. Predator

## Strips
- Predator
- Aliens versus Predator
- Aliens versus Predator versus The Terminator
- Aliens/Predator/Witchblade/The Darkness: Mindhunter
- Batman versus Predator
- JLA vs. Predator
- Predator vs. Judge Dredd
- Predator vs. Magnus, Robot Fighter
- Superman & Batman vs. Aliens & Predator
- Superman vs. Predator
- Tarzan vs. Predator
- Aliens/Predator: Deadliest of the Species

## Videospellen
Het eerste Predator-computerspel verscheen in 1987 voor de Commodore 64 en Nintendo Entertainment System. Dit spel was ontwikkeld door Activision, en gebaseerd op de eerste film.
Van de film Predator 2 werd twee spellen gemaakt. De eerste kwam uit in 1990 voor de PC, en een jaar later voor onder andere de Commodore 64. Het tweede spel kwam uit in 1992 voor de Sega Game Gear en Sega Genesis.
Er bestaat tevens een reeks computerspellen rondom de cross-over tussen Alien en Predator, zie Aliens versus Predator.